# Blok-lanac
Blok-lanac ili blockchain lanac je baza podataka ili podatkovnih blokova koji su povezani u jednosmjerni lanac, i u kojem svaka nova karika, odnosno blok, ovisi o vrijednosti prve starije karike.
Koncept blockchaina bitan je za kriptovalute kao što je primjerice bitcoin.  Rješava problem stvaranja distribuirane baze podataka, bez potrebe za korištenjem posebnog entiteta koji će nadzirati transakcije. Kriptovaluta je u osnovi valuta koju ne izdaje i ne nadzire središnja banka, kao što je to slučaj s Fiatovim valutama. 
Blockchain – tehnologija ne ovisi o centralnom autoritetu. Koncept omogućuje zaobilaženje, zamjenu ili nadomještanje tradicionalnih institucija i tehnologija tehnologiji koja ima potencijala promijeniti svijet kakvim ga poznajemo. Njezina najočitija implementacija – decentralizirane kriptovalute, trenutačno je najpopularnija.

## Povijest
Izumitelj prve praktične implementacija blockchaina i kriptovalute bitcoina, koja je temeljena na blockchainu, poznat je pod imenom Satoshi Nakamoto. Trenutačno se još uvijek ne zna je li riječ o stvarnoj osobi, nekoj interesnoj skupini ili još većoj organizaciji. 

## Uporabe
Blockchain tehnologija može se integrirati u više područja. Danas je primarna upotreba blockchaina kao Tehnologija raspodijeljenog knjigovodstva za Kriptovalute. 
Većina kriptovaluta koristi blockchain tehnologiju za bilježenje transakcija. Primjerice Bitcoin i Ethereum zasnivaju se na blockchainu.

### Smart contracts
Blockchain-bazirani smart contracts predloženi su ugovori koji se mogu djelomično ili u potpunosti izvršiti ili provesti bez ljudske interakcije.

### Financijske usluge
Većina financijske industrije implementira distributed ledger tehnologiju za uporabu u bankarstvu.

## Blockchain za registar zemljišta, filmove, glazbu, glasačke listiće…
Mnoge druge aplikacije mogu se nasloniti na blockchain i iskoristiti njegov najvažniji sigurnosni element – nepromjenjivost podataka.

## Vanjske poveznice
- bug.hr,
- www.netokracija.com, Blockchain: Za razliku od ljudi, imun je na manipulaciju, korupciju, diktaturu…
- How the blockchain is changing money and business | Don Tapscott